# Baffinbukten

Karta över Baffinbukten (Baffin Bay).

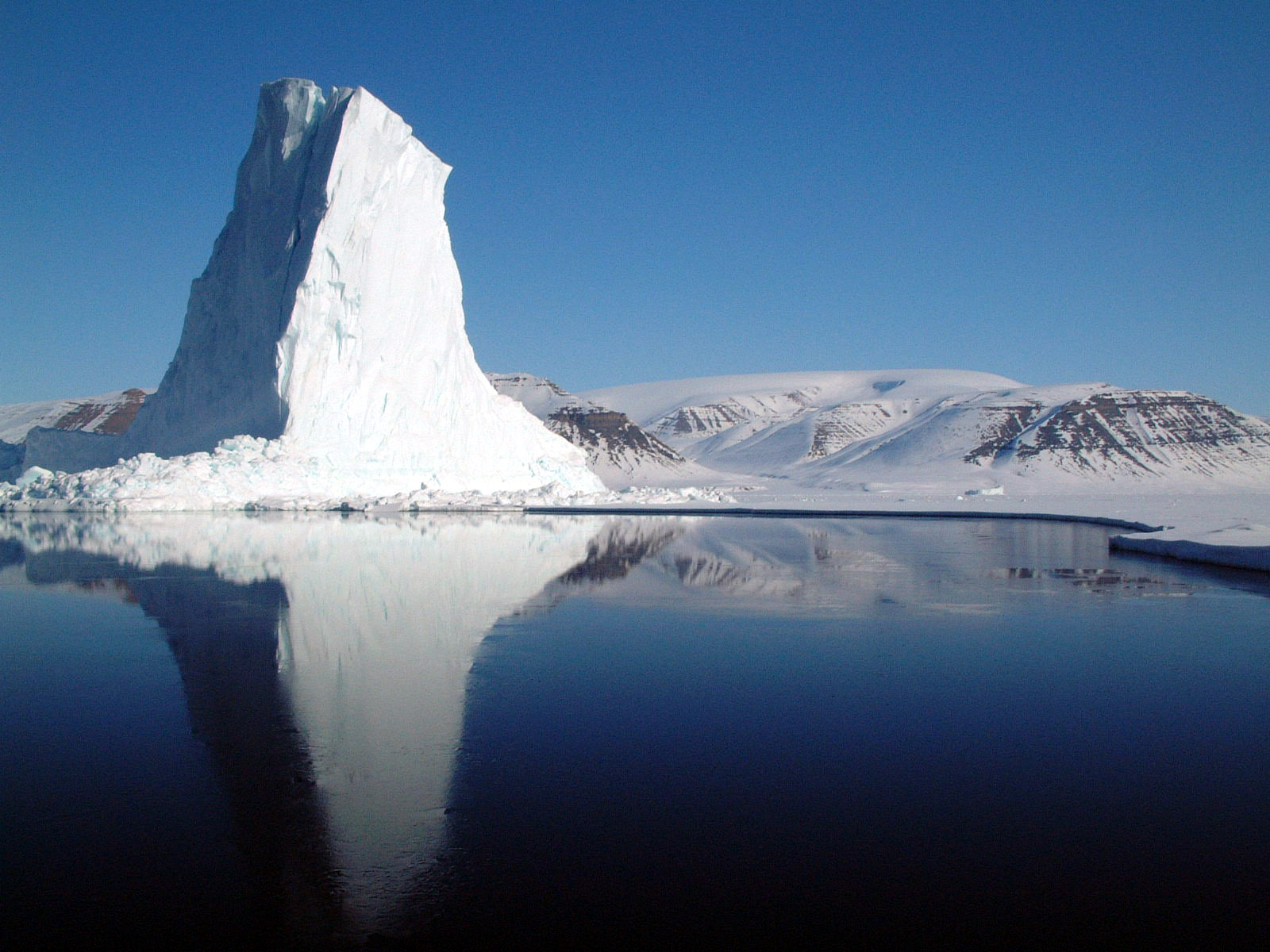
Isberg i Baffinbukten, maj 2004.

Baffinbukten (engelska: Baffin Bay) är en bred havsarm mellan Grönland i öster och Baffinön i väster. I söder gränsar den vid latituden 70° N till Davis sund, med förbindelse med Atlanten i söder. I norr smalnar den av i Nares sund, som ibland betraktas som en del av Baffinbukten. Via Nares sund förbinds bukten med Lincolnhavet (del av Norra ishavet). Genom Lancastersundet står Baffinbukten i förbindelse västerut bland Kanadas arktiska öar fram till Beauforthavet (del av Norra ishavet). 
Baffinbukten upptäcktes redan 1562 av Bears, men har blivit uppkallad efter William Baffin, som 1616 seglade uppför densamma.

### Fotnoter
1. ↑  ”Baffinbukten”. Nationalencyklopedin. https://www.ne.se/uppslagsverk/encyklopedi/l%C3%A5ng/baffinbukten. Läst 10 november 2017.